# Marthe Dron
Marthe Dron (1883?-1967) va ser una pianista i pedagoga francesa.
El seu pare era farmacèutic a Nancy; possiblement estudiés al Conservatori d'aquesta localitat. Va guanyar un Primer Premi de piano al Conservatori de París el 1892. El 1895 tocava el piano en un dels concerts de l'Orquestra del Conservatori de Nancy, dirigida per Guy Ropartz. Va ser professora a la Schola Cantorum de París i membre integrant del Trio Parent. Durant el gener i febrer del 1912 interpretà, en set sessions a la Schola Cantorum, la integral de les 32 sonates de Beethoven. També oferí concerts fora de França. Estrenà obres de compositors com Maurice Ravel, Albert Roussel o Florent Schmitt. Roussel li dedicà la seva Sonatine pour piano op. 16.

## Estrenes absolutes
- 5 de març del 1898: Sites auriculaires de Maurice Ravel, per a dos pianos, amb Ricard Viñes, a la Salle Pleyel de París.
- 9 d'octubre del 1908: Sonata per a violí i piano núm. 1 op. 11 d'Albert Roussel, amb Armand Parent com a violinista, al Salon d'Automne.[4]
- 18 de gener del 1913: Sonatina op. 16 d'Albert Roussel (obra de la que és dedicatària) a la Salle Érard de París.[5]